# Ruit (meetkunde)

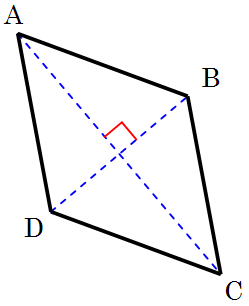
Ruit

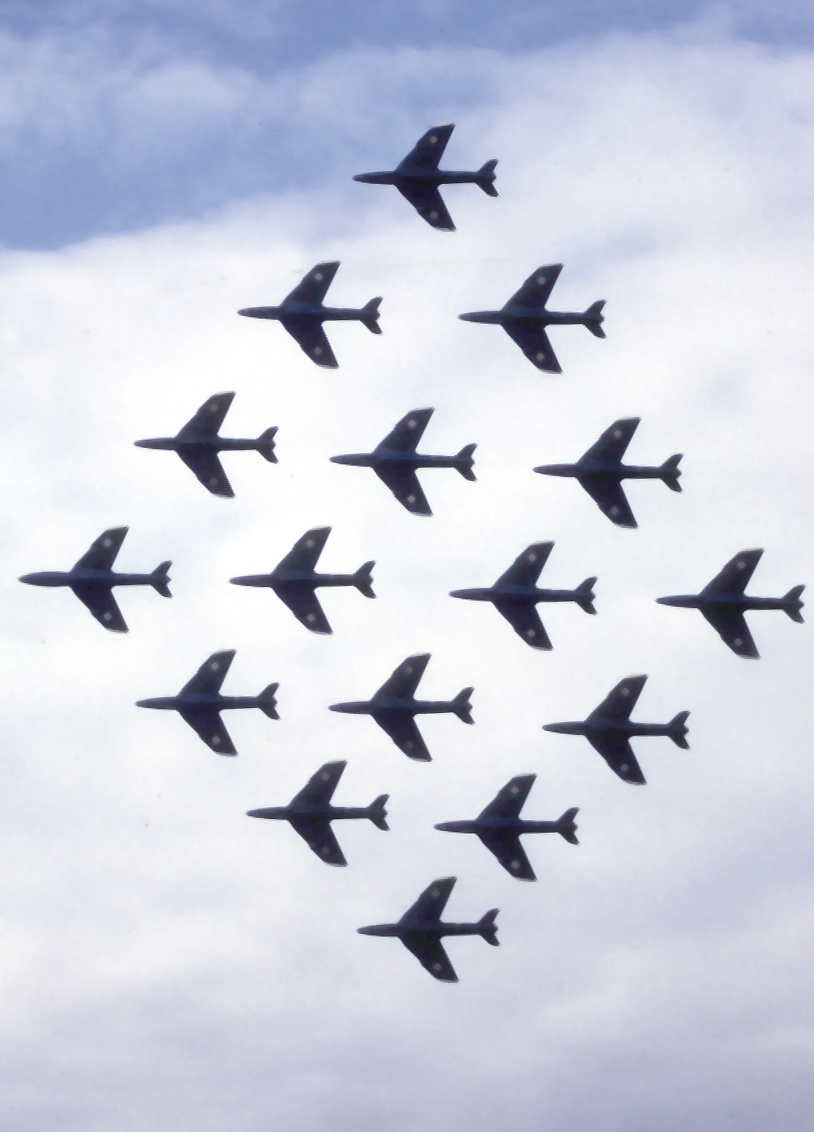
16 Hawker Hunters in ruitvormige formatie, omstreeks 1960

Een ruit is in de meetkunde een vierhoek waarvan de vier zijden even lang zijn. De tegenover elkaar gelegen hoeken zijn gelijk aan elkaar. Bij een gewone ruit, een ruit die geen vierkant is, zijn twee overstaande hoeken scherp, de andere twee zijn stomp, waarbij de som van een scherpe en een stompe hoek gelijk is aan 180°. Elke ruit is een parallellogram, overstaande zijden zijn evenwijdig met elkaar, en omgekeerd is een parallellogram waarvan de zijden even lang zijn ook een ruit.
De twee diagonalen van een ruit snijden elkaar loodrecht. Dat is te zien door de symmetrie van de zijden en hoeken.
Een ruit met vier gelijke zijden en daartussen rechte hoeken is een vierkant.

## Eigenschappen
- De oppervlakte van een ruit wordt als volgt berekend:

oppervlakte = eerste diagonaal × tweede diagonaal2
Een andere mogelijkheid voor de oppervlakte is: basis × hoogte.
- Een ruit is orthodiagonaal, dat wil zeggen dat de diagonalen loodrecht op elkaar staan.
- Een ruit is een raaklijnenvierhoek, dus heeft een ingeschreven cirkel.
- De bissectrices van overstaande hoeken in een ruit beschrijven dezelfde lijn.
- De diagonalen van een ruit vallen gelijk met de bissectrices.
- De diagonalen van een ruit delen elkaar in twee gelijke delen.
- De diagonalen van een ruit zijn ook de symmetrieassen.
- Een ruit is een speciaal geval van een parallellogram, trapezium en een vlieger.
- Een ruit is puntsymmetrisch.

## Vrijheidsgraden
De vorm van een ruit heeft één vrijheidsgraad, die op verschillende manieren kan worden gekarakteriseerd, door
- de niet-stompe hoeken, hun grootte ligt tussen de 0° en 90°,
- de lengte van kleine gedeeld door de grote diagonaal, die verhouding ligt tussen 0 en 1,
- de oppervlakte gedeeld door het kwadraat van de zijde en
- de loodrechte afstand tussen tegenoverliggende zijden gedeeld door de lengte van een zijde, die verhouding ligt ook tussen 0 en 1.

## Overige
- Ieder vierkant is een ruit, maar wordt meestal niet zo genoemd. Een vierkant dat op een punt staat, zoals het hiernaast afgebeelde bord, wordt wel vaak ruit genoemd.
- Iedere ruit is een parallellogram, maar wordt meestal niet zo genoemd. Een ruit die op een zijde ligt, wordt wel vaak parallellogram genoemd.
- Een ruit die verticaal op een punt staat wordt vaak wybertje genoemd, naar het dropje dat een ruitvorm heeft.
- Het Engelse woord diamond betekent niet alleen diamant maar ook ruit. Onbekendheid met dit feit leidt vaak tot verkeerde vertalingen.